# FSV Laer
Der FSV Laer war ein Sportverein aus dem Bochumer Stadtteil Laer. Die erste Fußballmannschaft nahm einmal an der deutschen Meisterschaft des Arbeiter-Turn- und Sportbundes (ATSB) teil.

## Geschichte
In der Wittener Volkswacht wird der Verein unter dem Namen Fr.SpV Altenbochum Laer 1893 genannt.
Über die Gründung und Herkunft des Vereins ist nichts bekannt. Im Jahre 1926 qualifizierte sich der FSV als westdeutscher Kreismeister für die deutsche ATSB-Meisterschaft. Dort setzte sich die Mannschaft zunächst beim TSV Bettenhausen in Kassel mit 6:4 durch. Im Endspiel um die nordwestdeutsche Meisterschaft besiegten die Laerer den SV Weser 08 Bremen in Bochum mit 2:1. Im Halbfinale auf Reichsebene traf der FSV nun auf den Titelverteidiger Dresdner SV 10 und unterlag mit 3:5. Es sollte die einzige Teilnahme des FSV Laer an der ATSB-Meisterschaft bleiben. Im Jahre 1933 wurde der Verein nach der Machtergreifung der Nationalsozialisten verboten und aufgelöst. Das weitere Schicksal des Vereins ist unbekannt.